# زنی تحت تأثیر
زنی تحت تأثیر (به انگلیسی: A Woman Under the Influence) یک درام مستقل است. کارگردان فیلم، جان کاساوتیس است. این فیلم در سال ۱۹۷۴ ساخته شد. بازیگران این فیلم عبارت‌اند از: پیتر فالک، جنا رولندز

## داستان
مِیبِل، زن و مادر خانه‌دار ساکن لس‌آنجلس، همسرش نیک را دوست دارد و دلش می‌خواهد او را خوشحال کند، اما در برخورد با او و دیگران رفتارهای عجیب و غریبی (به احتمال زیاد اختلال دوقطبی دارد) از خود نشان می‌دهد.